# Barrio Campo Elías
Campo Elías es uno de los sectores que forman la ciudad de Cabimas en el estado Zulia (Venezuela), pertenece a la parroquia San Benito. Toma su nombre de Vicente Campo Elías prócer de la independencia.

## Ubicación
Se encuentra entre los sectores Unión al norte (calle Pueblo), 23 de enero y 1.º de Mayo al este (Av 31), 1.º de Mayo al sur (calle las Acacias) y Delicias Viejas y el Dividive al oeste (Av Intercomunal).

## Zona Residencial
Campo Elías está en buena parte construido alrededor de una laguna natural. Tiene además locales comerciales y empresas en la Av Intercomunal. Campo Elías cuenta con una clínica privada del mismo nombre y con un colegio privado llamado "San Vitaliano".

## Vialidad y Transporte
Buena parte de las calles de Campo Elías se entrecruzan unas con otras formando manzanas internas y otras rodean la laguna.
La línea Concordia pasa por la calle principal cuando viene de la Cumaná en Delicias Viejas.

## Sitios de Referencia
- Clínica Campo Elías
- Colegio Privado "San Vitaliano"
- Helados Nany
- Panadería San José Portugués
- La Ribereña
- Panadería "Villa Latina"